# Thomas Demenga
Thomas Demenga (* 12. Juni 1954 in Bern) ist ein Schweizer Cellist und Komponist.

## Leben und Wirken
Seine Eltern sind die Schauspielerin Gertrud Demenga und der Maler und Architekt Friedrich Demenga. Er hatte sechs Geschwister, darunter die Puppenspielerin Monika und den Schauspieler Frank.
Thomas Demenga studierte unter anderem bei Walter Grimmer, Antonio Janigro, Leonard Rose und Mstislaw Rostropowitsch sowie an der Juilliard School in New York. Er konzertiert als Kammermusiker und Solist an allen wichtigen Festivals und Musikzentren der Welt. Seit 1980 leitet Thomas Demenga eine Ausbildungs- und Solistenklasse an der Hochschule für Musik Basel. Ab August 2001 war Demenga Intendant des Davos Festivals young artists in concert, das er im Jahr 2006 zum letzten Mal leitete.
Beim Lucerne Festival im Sommer 2003 wirkte Thomas Demenga als artiste étoile. Eine umfangreiche Reihe von CD-Einspielungen, erschienen bei ECM, dokumentiert seine künstlerische Arbeit. Im Jahr 2002 erschien die letzte CD seiner Einspielung der Solosuiten Bachs in Kombination mit Werken von zeitgenössischen Komponisten, nämlich Heinz Holliger, Elliott Carter, Sándor Veress, Bernd Alois Zimmermann, Isang Yun und Toshio Hosokawa, die Mitte der 1980er Jahre begonnen hatte. Mehrere seiner Aufnahmen wurden mit dem Vierteljahrespreis der Deutschen Schallplattenkritik ausgezeichnet.
In Konzerten tritt er mit Musikerkollegen wie Heinz Holliger, Gidon Kremer, Thomas Larcher, Paul Meyer, Aurèle Nicolet, Hansheinz Schneeberger, Thomas Zehetmair und Tabea Zimmermann auf. Thomas Demenga arbeitete mit Dirigenten wie Moshe Atzmon, Myung-Whun Chung, Charles Dutoit, Claus Peter Flor, Howard Griffiths, Heinz Holliger, Armin Jordan, Okko Kamu, Mstislaw Rostropowitsch, Dennis Russell Davies, Wolfgang Sawallisch, Sándor Végh, Mario Venzago und Hiroshi Wakasugi zusammen.
Besonders widmet er sich der Neuen Musik und setzt sich auch mit Improvisation auseinander. So bildet seine eigene musikalische Sprache als Komponist und Interpret von Werken des 20. und 21. Jahrhunderts (darunter viele Uraufführungen) eine neue und ergänzende Dimension zu der historischen Aufführungspraxis der Barockmusik und seinen Interpretationen des klassischen und romantischen Repertoires. Diese Interessen vertritt er auch als künstlerischer Leiter, seit 2011, des Kammerorchesters Camerata Zürich.
1991 wurde Demenga in Paris als erster Schweizer am Kongress der Tribune Internationale des Compositeurs für sein Werk solo per due für zwei Violoncelli mit dem ersten Preis ausgezeichnet.